# The Child Detective
The Child Detective è un cortometraggio muto del 1912 diretto da Bert Haldane.

## Trama
La figlia di un cieco lascia dei segni con il gesso sui muri per indicare alla polizia come arrivare a una banda di ladri.

## Produzione
Il film fu prodotto dalla Hepworth.

## Distribuzione
Distribuito dalla Hepworth, il film - un cortometraggio di circa 183 metri - uscì nelle sale cinematografiche britanniche nel marzo 1912.